# Geffery Morgan
Geffery Morgan é o quinto álbum de estúdio da banda UB40, lançado a 16 de outubro de 1984.
O disco atingiu o nº 3 das paradas do Reino Unido, ficando 10 semanas nas paradas, sendo certificado disco de ouro.

## Faixas
1. "Riddle Me" - 3:57
2. "As Always You Were Wrong Again" - 3:37
3. "If It Happens Again" - 3:44
4. "D.U.B." - 4:52
5. "The Pillow" - 3:26
6. "Nkomo-A-Go-Go" - 3:06
7. "Seasons" - 3:48
8. "You're Not an Army" - 3:46
9. "I'm Not Fooled So Easily" - 4:14
10. "Your Eyes Were Open" - 5:00

## Paradas
| Ano  | Parada        | Posição |
| ---- | ------------- | ------- |
| 1984 | Billboard 200 | 68      |